# Іст-Норритон Тауншип (округ Монтгомері, Пенсільванія)
Іст-Норритон Тауншип (англ. East Norriton Township) — селище (англ. township) в США, в окрузі Монтгомері штату Пенсільванія. Населення — 14 021 особа (2020).

## Демографія
Згідно з переписом 2010 року, у селищі мешкало 13 590 осіб у 5709 домогосподарствах у складі 3669 родин. Було 6020 помешкань
Расовий склад населення:
| - 82,0 % — білих - 9,0 % — чорних або афроамериканців - 6,3 % — азіатів - 0,1 % — корінних американців - 1,0 % — осіб інших рас |

До двох чи більше рас належало 1,5 %. Частка іспаномовних становила 3,2 % від усіх жителів.
За віковим діапазоном населення розподілялося таким чином: 17,0 % — особи молодші 18 років, 62,3 % — особи у віці 18—64 років, 20,7 % — особи у віці 65 років та старші. Медіана віку мешканця становила 45,6 року. На 100 осіб жіночої статі у селищі припадало 92,5 чоловіків;  на 100 жінок у віці від 18 років та старших — 90,3 чоловіків також старших 18 років.
Середній дохід на одне домашнє господарство  становив 93 696 доларів США (медіана — 78 974), а середній дохід на одну сім'ю — 112 350 доларів (медіана — 99 444). Медіана доходів становила 65 307 доларів для чоловіків та 52 693 долари для жінок. За межею бідності перебувало 4,9 % осіб, у тому числі 5,0 % дітей у віці до 18 років та 5,6 % осіб у віці 65 років та старших.
Цивільне працевлаштоване населення становило 7197 осіб. Основні галузі зайнятості: освіта, охорона здоров'я та соціальна допомога — 25,8 %, виробництво — 13,9 %, науковці, спеціалісти, менеджери — 13,2 %.